# Tavole amalfitane

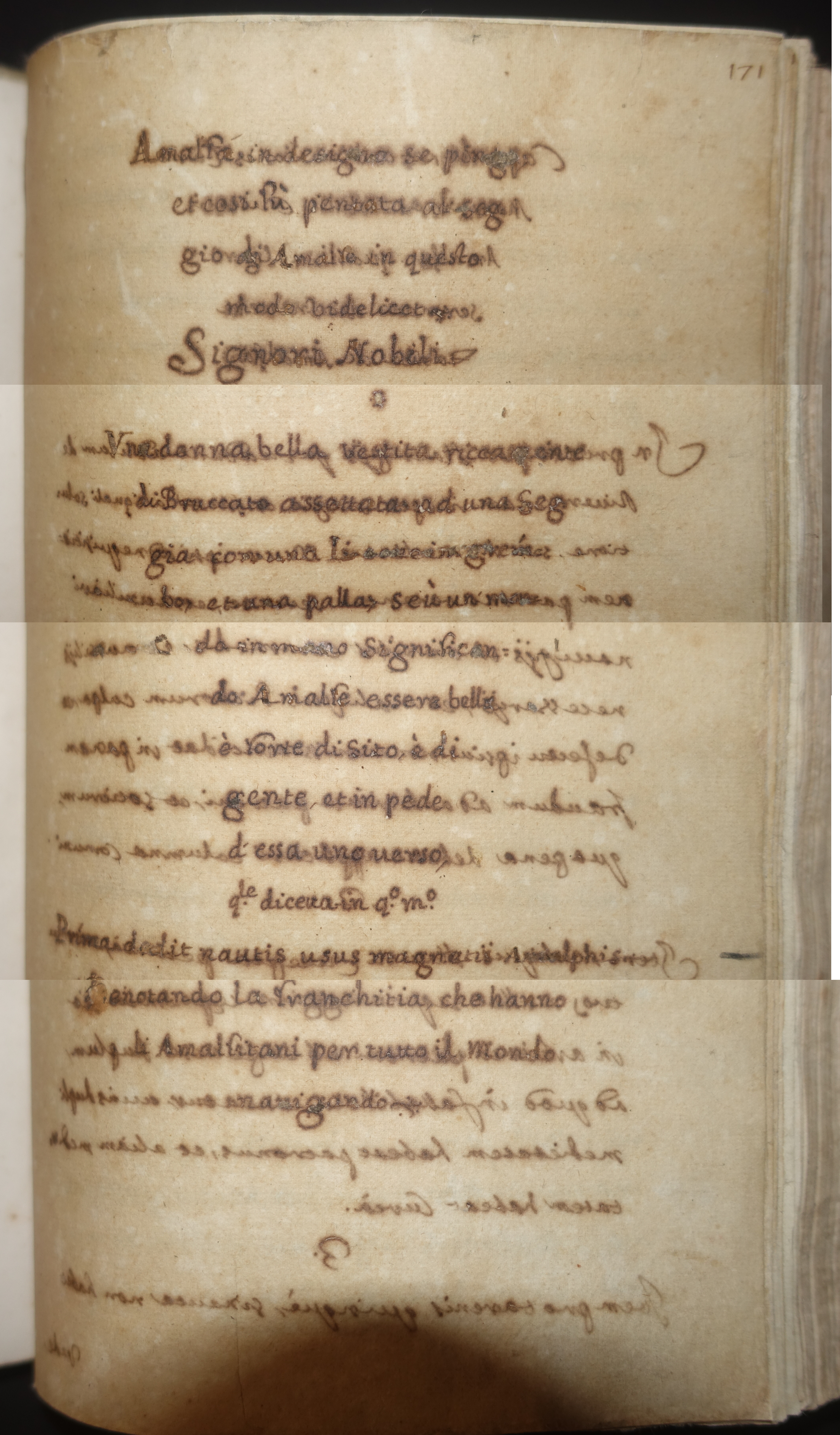
Tavola amalfitana presso il museo della bussola di Amalfi

Le Tavole amalfitane (note anche come Tabula Amalphitana o Tabula de Amalpha), il cui titolo originario latino era Capitula et ordinationes Curiae Maritimae nobilis civitatis Amalphe, sono un codice marittimo redatto ad Amalfi attorno all'XI secolo. Si tratta del più antico statuto marittimo italiano, adoperato in tutta l'area del mar Mediterraneo fino al XVI secolo. Esse contenevano diverse norme che regolamentavano i traffici, i commerci ed il comportamento in mare dei membri di un equipaggio, attribuendo a ciascuno di loro specifici diritti e doveri. 
Da dicembre 2010 sono state trasferite presso il neo-istituito Museo della Bussola e del Ducato Marinaro di Amalfi, situato nell'antico Arsenale della Repubblica di Amalfi.

## Descrizione
Il codice è composto da 66 articoli detti "capitoli": i primi 21, scritti in latino, sono la sezione più antica del codice e sono datati all'XI secolo, mentre i restanti 45, scritti in volgare, vennero aggiunti successivamente nel XIII secolo. Il testo delle Tavole è giunto sino ai giorni nostri tramite le copie su carta a mano commissionate dai nobili amalfitani dell'epoca, mentre la versione originale non esiste più. Nel 1929 il governo italiano comprò dall'Austria una di queste copie (in passato di proprietà del Doge di Venezia Marco Foscarini), per poi consegnarla ad Amalfi; il documento è tuttora conservato nel museo civico all'interno del palazzo comunale della città.
La Tabula de Amalpha rappresentò senza alcun dubbio una pietra miliare nella storia del diritto marittimo e un’autorevole guida per la regolamentazione dei traffici nel bacino del Mediterraneo, per l’apposizione di clausole applicate ai contratti, nonché per la risoluzione delle controversie marittime nei secoli a venire. La sua importanza storica è da attribuirsi al contributo che essa diede alla formazione di una legislazione marittima uniforme in tutti gli Stati rivieraschi, compresi quelli arabi.
Il testo costituiva un'importante raccolta di usi risalenti alla Lex Rhodia e ai Basilici, contenuti nel Digesto di Giustiniano. Tali usi dettavano tutto ciò che riguardava e interessava la navigazione: le controversie, il prezzo dei noli, gli obblighi del capitano e dei marinai, l’indennizzo in caso di perdita della merce, i cambi marittimi, la compartecipazione agli utili, i compensi dei rischi di mare, le avarie, l’armamento, l’abbandono del bastimento e delle merci in caso di pericolo e formava parte integrante dell’ordinamento giuridico dell’antica Repubblica Marinara.
Il corpo di capitoli della Tabula sembra trovare punti in comune con il diritto consuetudinario marittimo in quanto non si stabiliscono principi generali o concetti astratti, ma si offrono risposte concrete alla casistica del tempo per soddisfare le immediate esigenze della societas maris, in cui commenda e colonna risultavano gli istituti cardine attraverso i quali veniva organizzata l’impresa di navigazione. Ciò ci porta ad azzardare che il testo amalfitano presenti una più stretta attinenza con i moderni clausolari marittimi, sviluppati su iniziativa degli operatori del settore, piuttosto che con l’attuale codificazione di settore, frutto della nascita dello Stato moderno. Quello della Tabula, che influenzò anche la redazione di altri statuti marittimi medievali come quello pisano, genovese e catalano, divenne “diritto vivente”, applicato nei tribunali e nelle curie durante la successiva dominazione normanna e successivamente anche nel Regno di Napoli.